# Île aux Chiens (Londres)
Pour les articles homonymes, voir Île aux Chiens.
L'île aux Chiens (en anglais, Isle of Dogs) est une ancienne île de l'est de Londres, sur la Tamise, bordée sur ses côtés Est, Sud et Ouest par l'un des méandres les plus importants du fleuve.

## Étymologie et topologie
Sur la carte ci-contre, on peut voir au nord les docks de la West India qui sont considérés comme ayant été, avant leur construction, un ancien bras de la Tamise.
Le nom d'« île aux Chiens » apparaît pour la première fois en 1588, bien que l'expression ait alors été utilisée depuis quelques années déjà.
Dans son Dictionary of Phrase and Fable de 1898, Brewer dit que le nom provient du fait que le roi Édouard III d'Angleterre y faisait garder ses chiens de chasse greyhounds. Il note également que certains voient dans le nom une déformation de Isle of Ducks « île aux Canards », dû à l'abondance de volatiles sauvages dans les marais environnants. D'autres sources encore, réfutent ces deux hypothèses qu'elles pensent provenir de l'antiquaire John Strype, et avancent diverses origines possibles pour le nom :
- présence d'ingénieurs néerlandais qui se seraient approprié les terres après une grave inondation[1] ;
- de meutes de chiens retournés à l'état sauvage dans les marais ;
- de gibets sur le rivage qui fait face à Greenwich[1] ;
- du fait que des cadavres de chiens étaient souvent rejetés par la Tamise à cet endroit ;
- du nom d'un fermier yeoman dénommé « Brache », terme désuet pour désigner une race de chiens de chasse[1] ;
- enfin un roi postérieur à Édouard III, Henri VIII d'Angleterre, aurait effectivement pu, pour sa part, faire garder ses chiens de chasse dans de vieux bâtiments de l'île[1].

## Galerie

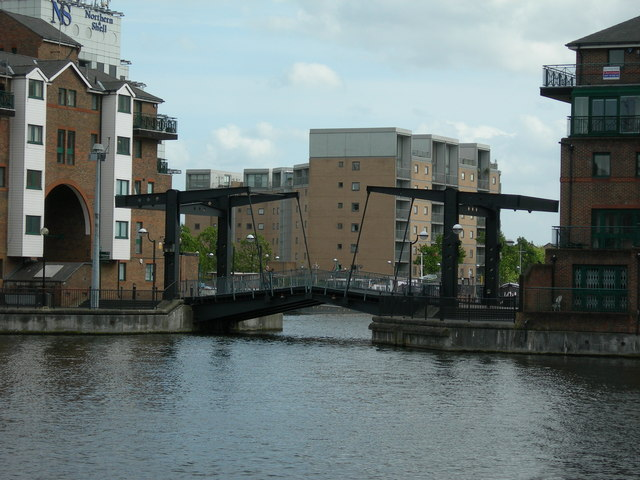
Glengall Bridge, pont-levant dans le Millwall Inner Dock sur l'île aux Chiens.
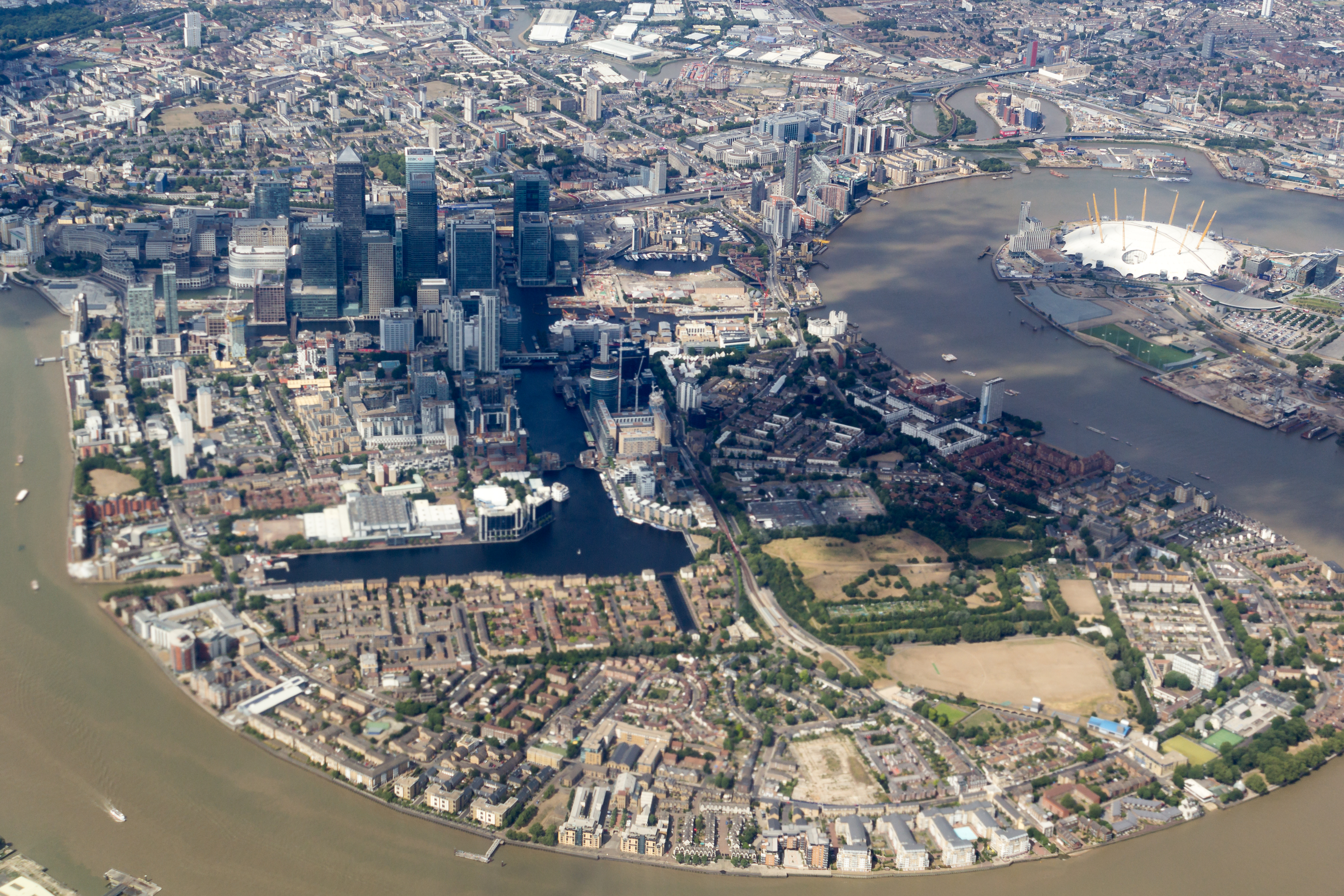
Vue aérienne de l'île aux Chiens en 2015. Le dôme du Millénaire, qui abrite l'O2 Arena, est visible sur la péninsule de Greenwich à droite (à l'est) de l'île aux Chiens.

### Webographie
- Notices d'autorité :   - VIAF
  - LCCN
  - Israël
  - WorldCat